# Julius Edgar Lilienfeld
Julius Edgar Lilienfeld (Lemberg, 18 de abril de 1882 - Carlota Amalia, Islas Vírgenes de los Estados Unidos, 28 de agosto de 1963) fue un físico de origen austrohúngaro, inventor del tipo de transistores llamados actualmente de efecto de campo (FET: Transistor de efecto de campo).
J. E. Lilienfeld estudió entre 1900 y 1904 en la Universidad Friedrich-Wilhelm en Berlín, Alemania. A partir de 1905 trabajó en el Instituto de Física de la Universidad de Leipzig. Allí investigó entre otras cosas sobre la producción de gases licuados. En 1910, un trabajo sobre la conducción eléctrica de los gases a muy bajas presiones le habilitó para la docencia (en alemán, Habilitieren, se trata de un proceso similar al doctorado actual). En 1927, como consecuencia del aumento del antisemitismo en Alemania, emigró a los EE. UU., país que ya había visitado anteriormente. 
Entre otras inventó el Condensador electrolítico en la década de 1920 y sobre 1925 el Transistor de efecto de campo, o FET (del inglés Field Effect Transistor). No hay pruebas de que llegara jamás a construirlo (en aquella época no existían aún los materiales con los que se construyen hoy en día), pero llegó a formular teóricamente su funcionamiento con bastante precisión. Registró además algunas patentes sobre su construcción y funcionamiento. Cuando los inventores del primer transistor experimental, Walter Houser Brattain, John Bardeen y William Shockley, intentaron patentarlo, muchas de sus solicitudes fueron rechazadas debido principalmente a la existencia de las patentes de Lilienfeld.